# Louise Lyksborg
Louise Knak Lyksborg, née le 17 janvier 1988 à Hillerød, est une ancienne handballeuse internationale danoise.

## Biographie
Louise Lyksborg fait ses débuts dans les clubs de Hillerød HK, GOG et Lyngby HK. 
En 2007, elle rejoint la première division et le club du FCK Håndbold, avec qui elle remporte coupe des vainqueurs de coupe 2009. 
En 2010, elle rejoint le club allemand du HC Leipzig où elle passe deux saisons. 
À l'été 2012, elle retourne au Danemark et s'engage avec l'équipe du Viborg HK. Avec Viborg, elle réalise un triplé en 2013-2014, avec la coupe des vainqueurs de coupe remportée face aux russes de Zvezda Zvenigorod, la coupe et le championnat du Danemark remportée tous deux face au FC Midtjylland. 
De 2016 à 2019, elle joue pour le Silkeborg-Voel KFUM. Elle met un terme à sa carrière à l'issue de la saison 2018-2019.
Louise Lyksborg a disputé 39 rencontres avec l'équipe nationale danoise, pour 51 buts marqués. Entre 2007 et 2015, elle ne participe cependant qu'à une seule compétition internationale, le championnat d'Europe 2012 que l'équipe termine à la cinquième place. Dans les catégories de jeunes, elle a fait partie des équipes vainqueurs du championnat d'Europe jeunes 2005[réf. nécessaire], du championnat du monde jeunes en 2006 et du championnat d'Europe junior 2007.

## Palmarès

### En club
compétitions internationales
- vainqueur de la coupe d'Europe des vainqueurs de coupe en 2009 (avec le FCK Handbold) et 2014 (avec Viborg HK)

compétitions nationales
- championne du Danemark en 2014 (avec Viborg HK)
- vainqueur de la coupe du Danemark en 2014 (avec Viborg HK)

### En sélection
championnats d'Europe
- 5e place du championnat d'Europe 2012

autres
- vainqueur du championnat d'Europe junior en 2007
- vainqueur du championnat du monde jeunes en 2006
- vainqueur du championnat d'Europe jeunes en 2005[réf. nécessaire]